# RPG-7
RPG-7 (zkratka z ruského ручной противотанковый гранатомёт - Ručnoj Protivotankovij Granatomjot; ruční protitankový granátomet) je reaktivní protitankový granátomet původem z SSSR. Je vyráběný od roku 1961, rozšířený do asi 40 států a v množství ozbrojených konfliktů se používá dodnes.

## Vývoj

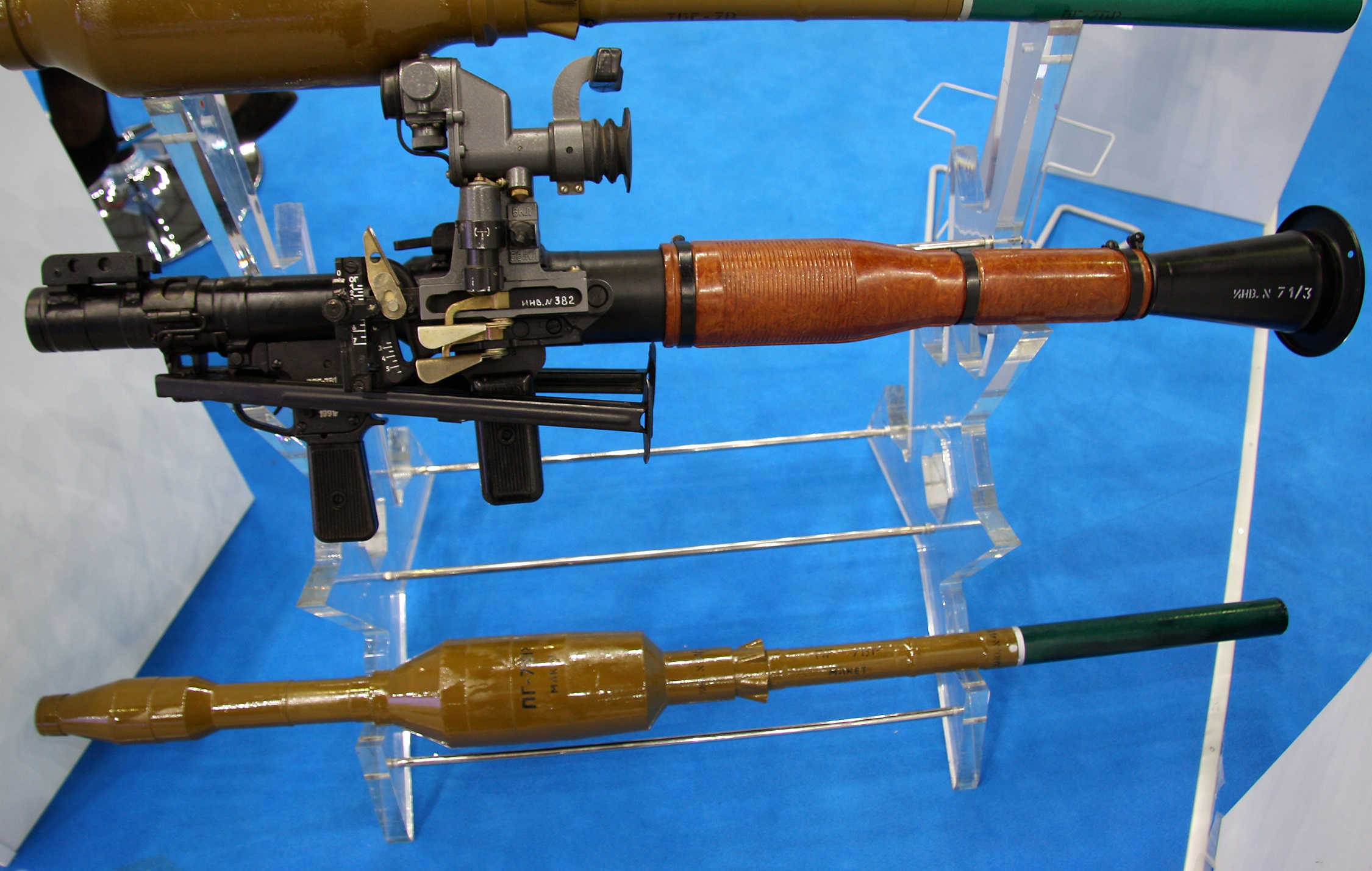
Moderní RPG-7 s tandemovou střelou PG-7VR.

V roce 1947 v SSSR začal vývoj ručních protitankových střel. První takovou střelou byla RPG-1, ale kvůli nedostatečným výkonům a citlivosti výmetného prachu nebyla zavedena do armády. Brzy na to v roce 1949 se do armády dostala RPG-2, která splňovala armádní požadavky. Na vzdálenost 150 metrů dokázala probít pancíř silný 200 mm. Ale nejvíce byl kritizován krátký dostřel zbraně a tak se ve vývoji pokračovalo.
Člen skupiny konstruktérů Valentin Firulin přišel s návrhem urychlit střelu reaktivním pohonem. Při intenzivních zkouškách se však dlouho nedařilo zmenšit rozptyl a odchylky od cíle – to se podařilo nakonec přidáním malé turbínky na konec granátu, která střelu mírně roztočila tak aby nedošlo ke snížení účinku kumulativního paprsku. Nakonec byla zavedena v roce 1961 pod označením RPG-7 Semjorka („sedmička“). Kromě raketového pohonu se inovoval i systém míření optikou, tím pádem byla přesnější než RPG-2. Také na odpalovací trubici přibyla další rukojeť k pohodlnějšímu a pevnějšímu uchopení.

## Charakteristika

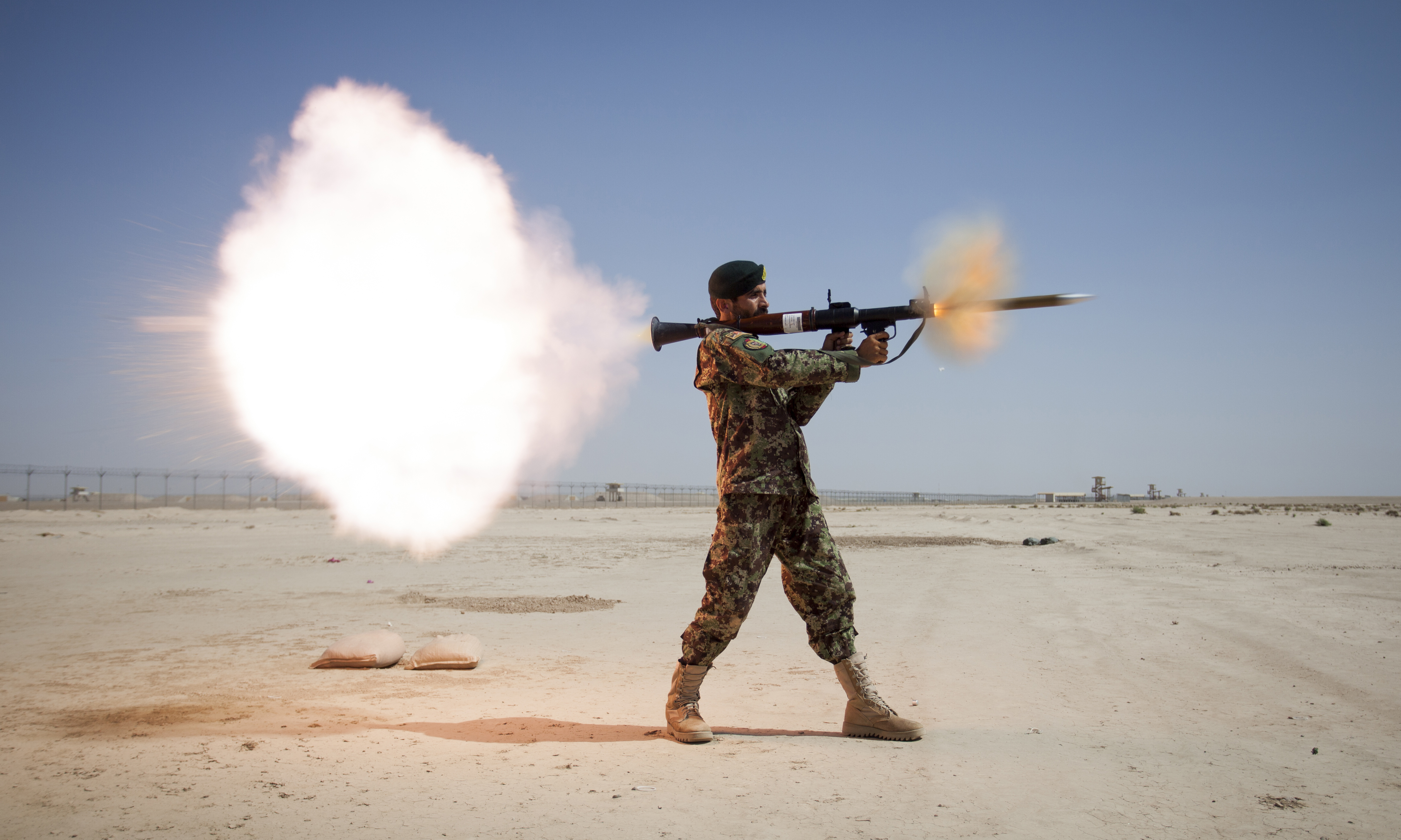
Afghánský voják při odpalu RPG-7, 2013

Odpalovací trubice ráže 40 mm dokázala vystřelit granát ráže 85 mm na vzdálenost 500 m. Ale účinná vzdálenost, kdy střela přesně zasáhla cíl, byla 200 m. Délka zbraně v pochodové pozici byla 990 mm, v palebné 1 370 mm. Základní náboj vážil 2,2 kg. Obsluhovali ji 2 muži. Rychlost střelby byla 4 až 6 ran za minutu. Průbojnost pancíře se pohybovala kolem 300 mm.
Od roku 1963 se vyráběla verze RPG-7D pro výsadkáře, která se dala rozložit na dvě části. V roce 1970 přišla verze RPG-7V s vylepšenými optickými mířidly PGO-7V. Vznikly také varianty RPG-7N a DN pro noční boj. V současnosti ruská zbrojovka Bazalt vyrábí zdokonalené verze RPG-7V2 a RPG-7D3.
Samotný projektil se skládá z hlavice, motoru a výmetné nábojky. Střelec musí sešroubovat nábojku se střelou a kompletně ji zasune do hlavně zbraně. Pak ze špičky hlavice odstraní krytku a vytáhne bezpečnostní kolík. Stisknutím spouště se nejprve aktivuje výmetná náplň, která střelu vymrští ven z trubice. Pak se roztáhnou stabilizační křidélka na granátu, zapálí se stopovka na turbínce a aktivuje se raketový motorek na tuhá paliva, který hoří několik sekund. Pokud nefouká silný boční vítr, zbraň zasáhne cíl poměrně přesně.
Základní granát PG-7V měl kumulativní hlavici a dokázal probít 260mm pancíř. V současnosti se tato verze nevyrábí, ale vyrábí se moderní verze PG-7VL s dvojnásobným účinkem, přičemž dokáže probít pancíř silný až 500 mm. Ještě lepší efektivitu nabízí verze PG-7VR s dvojitou kumulativní hlavicí, kde probíjí nejprve dynamickou ochranu tanku a pak samotný pancíř až do tloušťky 600 mm. Pro tzv. měkké cíle existuje ještě verze OG-7V, která po explozi vytváří šrapnely se smrtícím účinkem až do 7 metrů. Speciální verze granátu TBG-7V pracuje na termobarickém principu a dokáže účinně likvidovat budovy.

## Použití

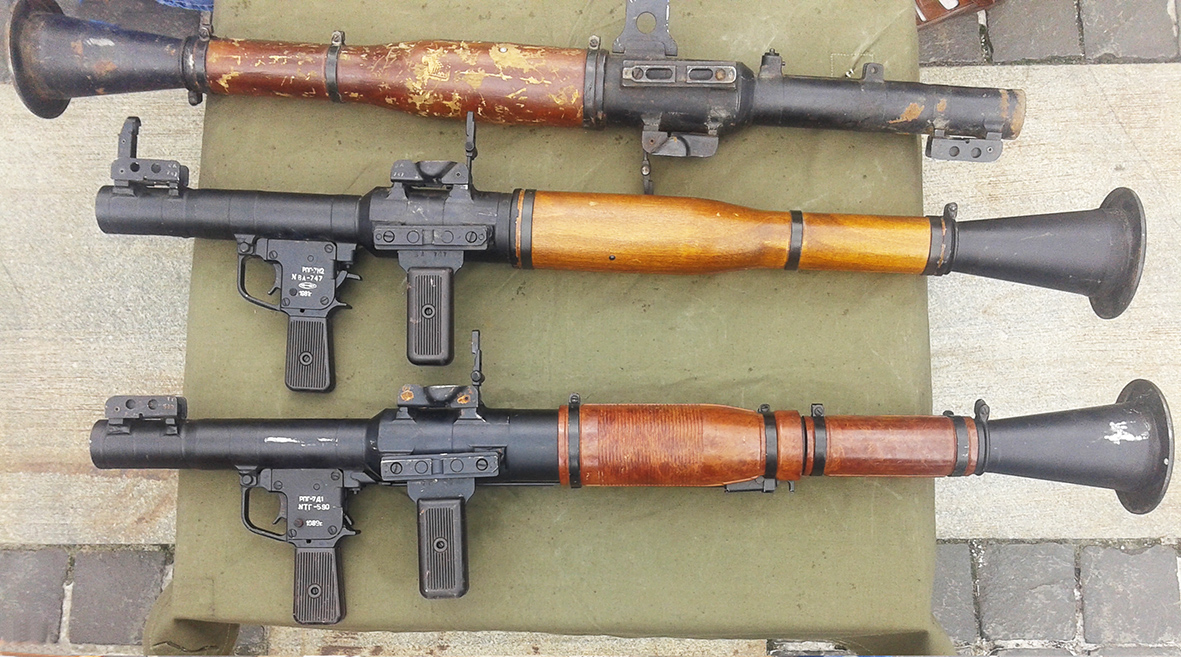
Několik RPG-7 bez granátů používaných na Donbasu

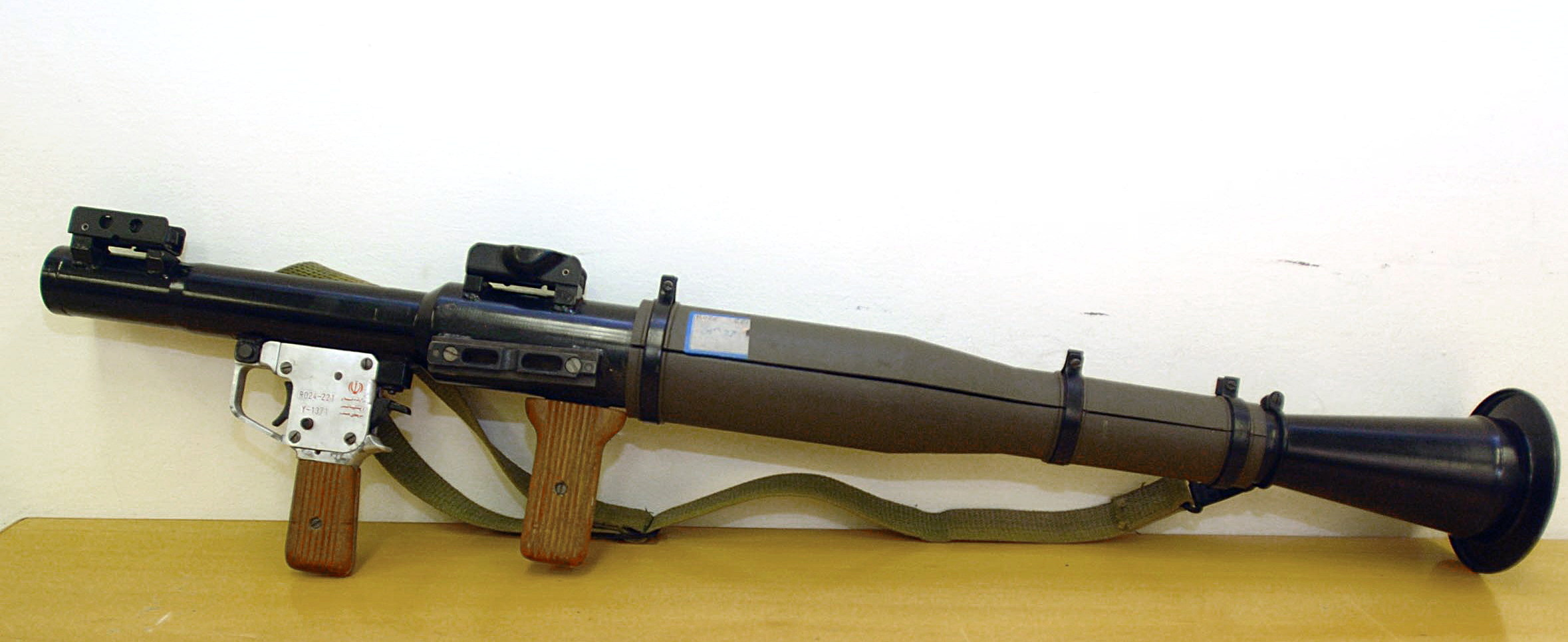
RPG-7 íránské výroby objevená v Libanonu izraelskými jednotkami.

První použití protitankové zbraně RPG-7 bylo zaznamenáno za šestidenní války v roce 1967 a později se s ní setkala americká vojska ve Vietnamu. Od té doby se používá v každém větším konfliktu. Známé bylo použití v Somálsku, kdy s ní povstalci sestřelili americký vrtulník UH-60 Blackhawk. Zbraň byla hojně používána i v dalších konfliktech, např. v Iráku, Afghánistánu, Sýrii a také v konfliktu na Ukrajině. Do služby se dostala i v Islámském státě, u Kurdů či v Syrské armádě věrné Asadovi.
Vyráběna byla v licenci (a mnohdy i bez ní) v několika státech. Ze států Varšavské smlouvy to bylo například Československo, Polsko, NDR, Bulharsko a Rumunsko. Dále pak ČLR, která ji vyrábí pod označením Type 69, pak Egypt, KLDR, Irák, Írán nebo Pákistán. Samotná ruská armáda ji považuje za zastaralou a nahrazuje ji novější RPG-27.
Licenční výroba také probíhá v americké zbrojovce AirTronic USA. Nápad vyrábět RPG-7 pod licencí v USA vznikl kvůli velké americké angažovanosti ve světě, respektive programům vojenské pomoci různým státům ať Balkánu, Afriky či Blízkého východu. Ale klasická RPG-7 nevyhovuje z hlediska přesnosti, životnosti či kompatibility s různými doplňky ze západu. Právě proto firma AirTronic v roce 2009 prezentovala novou verzi ruské pancéřovky RPG-7 pod označením PSRL-1 (Precision Shoulder-fired Rocket Launcher). Základní koncepce je zachována, ale oproti ruskému originálu se zvýšil účinný dostřel na 500–800 m, přesnost a životnost zbraně na 1000 výstřelů, z původních 250. Rovněž se změnil i materiál, ze kterého je zbraň vyrobena. Ruská RPG se odlévala z běžné oceli, americká verze je přesně obráběna z kvalitní slitiny, tím pádem je pevnější, lehčí (6,35 kg) a kratší (z původních 0,950 m na 0,915 m). Kromě toho se na zbraň přidala pažbička převzatá z pušky M16 a různé lišty k upevnění nejrůznějších zaměřovačů a jiných doplňků.
Společnost AirTronic později pracovala na dalších změnách a v roce 2016 představila novu variantu pod označením GS-777, na rozdíl od PSRL-1 používá novější materiály, což ji ještě odlehčilo z 6,35 kg na 3,50 kg. Také se zvýšila životnost na 2000 výstřelů. AirTronic USA ve spolupráci s firmou Chemring Ordance chtějí začít dodávat nové střelivo, protože dnes musí americké ozbrojené síly kupovat střely z Bulharska či Polska. Plánuje se kromě tradičních druhů granátů i naváděné a s prodlouženým dostřelem na 2000 m. Pancéřovky AirTronic USA budou směřovat hlavně k silám podporovaným USA a to do armád Iráku, Afghánistánu či „umírněné“ syrské opozice.

## Parametry
- Ráže zbraně: 40 mm
- Hmotnost pancéřovky s optickým zaměřovačem: 6300 g
- Hmotnost náboje: 2200 g
- Hmotnost kumulativní hlavice se zapalovačem: 1800 g
- Délka zbraně v pochodové poloze: 990 mm
- Délka zbraně v bojové poloze: 1370 mm
- Délka náboje: 925 mm
- Délka hlavně pancéřovky: 950 mm
- Počáteční rychlost střely: 120 m/s
- Bojová rychlost střelby: 4 až 6 výstřelů za minutu
- Maximální mířený dostřel: 500 m
- Účinný dostřel: 330 m
- Palebný průměr: 5 nábojů PG-7V
- Průbojnost pancíře: 300 mm